# Franz du Hamel
Franz du Hamel de Querlonde (... – Venezia, aprile 1705) è stato un generale prussiano e generalissimo della Repubblica di Venezia.

## Biografia
Nato in una famiglia cattolica francese, un suo familiare Alexander (Alexis) du Hamel nel 1790 è stato un generale di cavalleria sassone e Cavaliere dell'Ordine militare di Sant'Enrico.
Franz du Hamel ha prima servito nell'esercito di Luigi XIV per poi trasferirsi al margraviato di Brandeburgo. Il 21 ottobre 1674 è stato promosso colonnello. L'elettore Federico Guglielmo lo nominò tesoriere il 20 gennaio 1676, maggior generale e capo dei corazzieri il 10 luglio 1679 e tenente generale nel 1689.
Nel 1701 gli è stato conferito l'Ordine dell'Aquila nera, ma il 28 febbraio 1702, lascia l'esercito e diventa generalissimo della Repubblica di Venezia, dove morì nel 1705. Il suo corpo è stato trasferito dagli eredi a Berlino.